# Lígur brigasc
El  brigasc es una varietat dialectal de la llengua lígur. Es parla a la Tèrra Brigasca, entre Itàlia (Ligúria) i França (Occitània).

## Àrea d'ús
El dialecte brigasc es parla a les fronteres de França (La Brigue) i Itàlia (Briga Alta, Realdo i Verdeggia) i alguns pobles dels municipis d'Ormea i Triora. És molt proper al dialecte royasc.
S'anomena Ligúria alpina, perquè el seu territori s'estén tant per l'actual Piemont com per la Ligúria, i els territoris una vegada van caure sota el comtat de Niça.
Està il·lustrat per les revistes locals R̂ nì d'áigüra (el niu de l'àguila, on " R̂ és l'article masculí) i A Vaštéra, üniun de tradisiun brigašche.

## Història
Durant el Renaixement la llengua lígur es parlava a tots els territoris de la República de Gènova: a la zona occidental d'aquesta república un dels seus grups (parlat principalment a la zona entre el Principat de Mònaco i Sanremo) s'anomenava Intemelio.
La llengua que es parlava a les muntanyes dels voltants de Briga s'anomenava Brigasc i va rebre certa influència de la llengua occitana.

## Trets estructurals

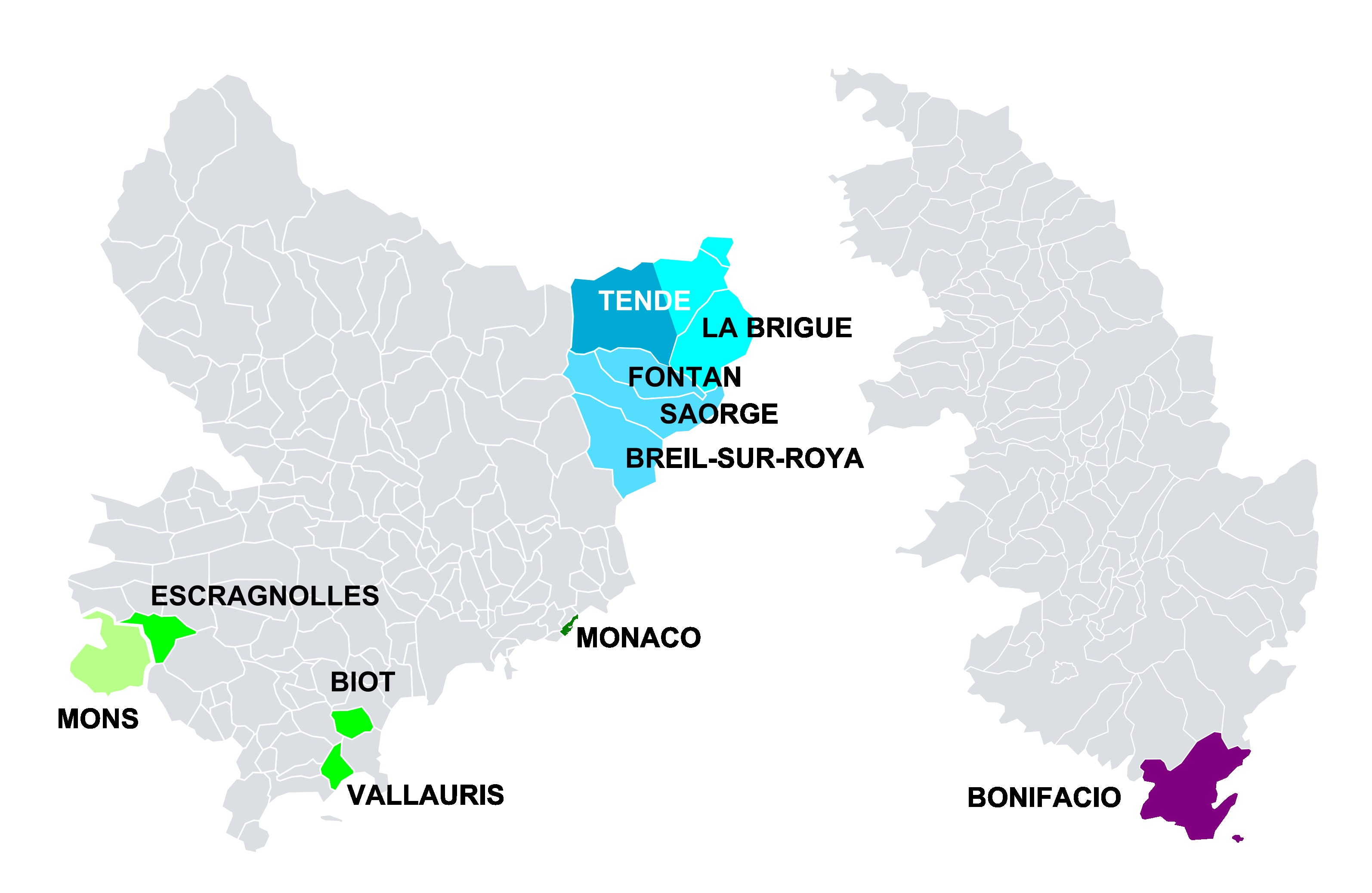

Mapa de Terre Brigasque abans de la partició franco-italiana de 1947

Els trets estructurals són ligurs, però les influències occitanes, sobretot al nivell del lèxic, són tanmateix nombroses. La reivindicació, per part italiana, del brigasc com a occità li permet, en tot cas, beneficiar-se dels efectes de la llei núm 482/1999 pel que fa a les minories històriques, de la qual queden exclosos els dialectes nord-italians.
No obstant això, en el passat, i en particular poc després de la cessió de Brigue i Tende a França el 1947, l'atribució, més o menys exclusivament, del brigasc i del royasque al sistema de dialectes vivaro-alpins (i per tant occità i provençal), mentre que més recentment, els lingüistes especialitzats en la matèria reconeixen la prevalença dels trets fonètics, lèxics i morfològics lígurs (Werner Forner, Jean-Philippe Dalbera i Giulia Petracco Sicardi).
Hi ha entre 700 i 800 brigascs que saben parlar brigasc distribuïts així :
- comuna de La Brigue (R̂ a Briga), amb el llogaret de Morignole ;
- municipi de Briga Alta, format a partir dels nuclis de Piaggia, Upega i Carnino ;
- el llogaret de Viozene al municipi d'Ormea ;
- els llogarets de Realdo i Verdeggia al municipi de Triora.

Mapa de la Terra Brigasca

## Lèxic

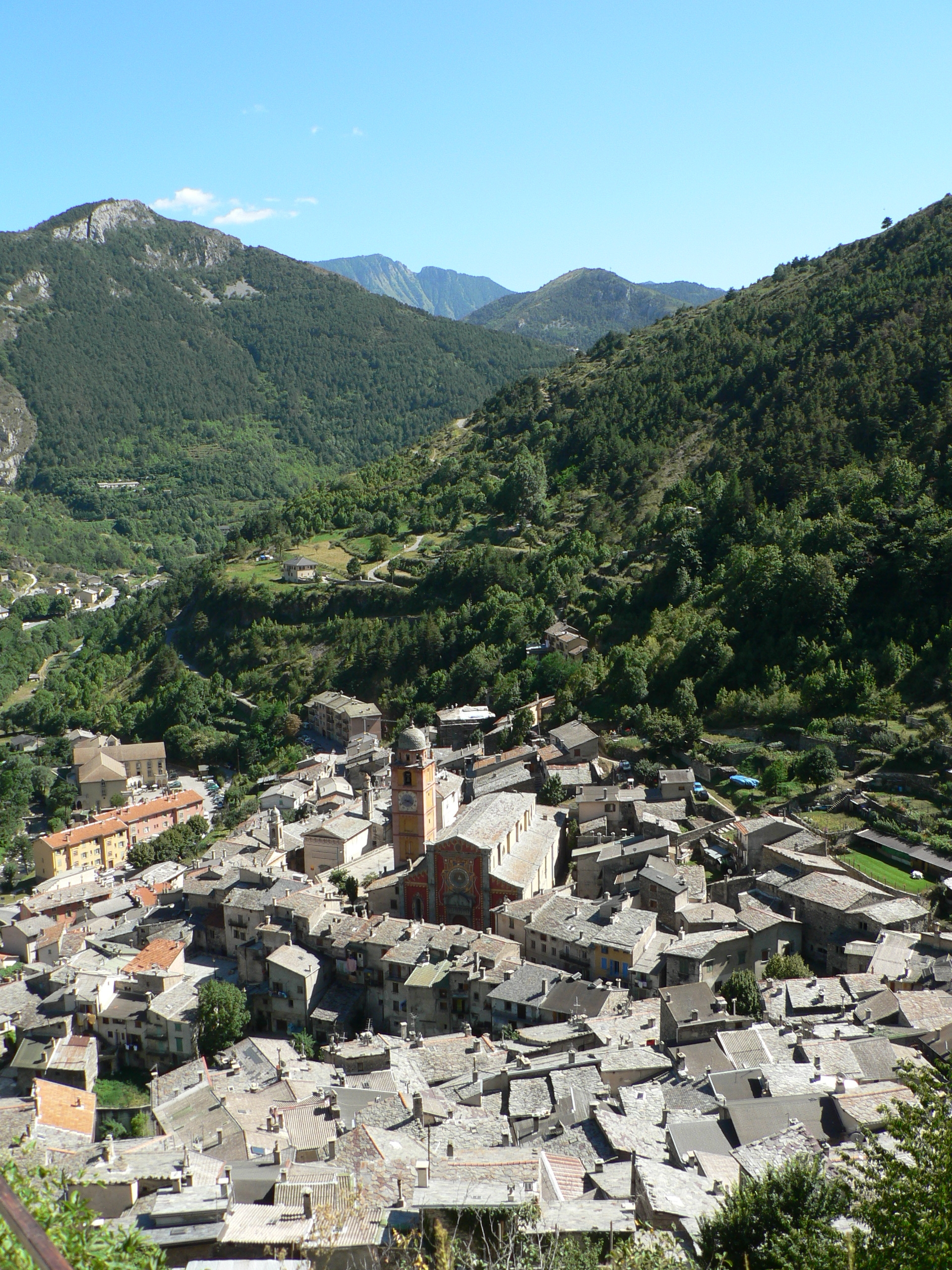
Tenda és una de les zones alpines on encara es parla el brigasc

| Occità alpí                 | Brigasc              | Lígur                     | Italià        | Francès       |
| --------------------------- | -------------------- | ------------------------- | ------------- | ------------- |
| labrena                     | labrena / cansëneštr | rascassa-canfenestru      | salamandra    | Salamandre    |
| ulhauç                      | jlaus o žlaus        | lampu                     | lampo         | éclair        |
| besson, gemel               | binèe                | binélu                    | gemello       | jumeau        |
| cauçaa, grolla              | causée/cuusée        | scarpa                    | scarpa        | chaussure     |
| faudilh, faudal             | fudìi                | faudà'/fudà' /scussà'     | grembiule     | tablier       |
| ren                         | ren                  | rèn / nièn / nìnte        | niente        | rien          |
| quauquarren                 | cücren               | càicherèn/caicòsa/carcosa | qualcosa      | quelque chose |
| luenh                       | lögn                 | lògni / lònzi             | lontano       | loin          |
| a raitz                     | arè                  | aréu / de tuttu           | completamente | complètement  |
| Deineal, Chalendas, Calènas | Dëneàa               | natale / deinà'           | Natale        | Noël          |
| bealera                     | beàa/bearera         | béu / béa                 | canaletto     | canal         |
| agulha                      | agüglia/agüya        | aguglia / aguya / agugia  | ago           | aiguille      |
| mai, pus                    | ciü - mai            | ciü                       | più           | plus          |
| c(l)han, pl(h)an            | cian                 | cian                      | piano         | plat          |
| fl(h)or                     | sciu(u)              | sciùua/sciùra             | fiore         | fleur         |
| cl(h)au                     | ciau                 | ciave                     | chiave        | clé           |
| uelh                        | ögl/öy               | oegliu/oeyu/oeggiu        | occhio        | œil           |
| pònt                        | pont                 | ponte / punte             | ponte         | pont          |
| pòrc                        | porc                 | porcu                     | maiale        | porc          |
| muralha, mur                | muragn               | muàglia / muragni/        | muro          | mur           |
| escoba                      | dëvìa                | ràma / spassùia           | scopa         | balai         |
| sentièr                     | dëraira              | camìn / senté             | sentiero      | sentier       |
| fea, feia                   | fea                  | féa / pégua               | pecora        | brebis        |
| abelha                      | abeglia/abeya        | àve                       | ape           | abeille       |
| aret                        | aré                  | mautùn/aréu               | montone       | mouton        |
| volp, rainard               | vurp / rinard        | gurpe                     | volpe         | renard        |
| singlar                     | sëngriée             | cinghiale                 | cinghiale     | sanglier      |
| masatge, ruaa               | ruà                  | burgà                     | borgata       | hameau        |
| frema, molher               | femna                | fémena / dòna / muglié    | moglie        | femme, épouse |
| òme                         | om                   | òmu                       | marito        | époux         |
| marrit, chaitiu             | marì                 | marìu / gràmu             | cattivo       | méchant       |